# Нігерія (колонія і протекторат)
Колонія і протекторат Нігерія — колишня британська колонія, була створена в результаті злиття протекторату Північна Нігерія і колонії і протекторату Південна Нігерія 1 січня 1914 року, частково через нерівномірний розвиток економіки двох територій, а також через зростання напруженості у відносинах з німецькими колоніями.
Як одна з найбагатших британських колоній, була хорошим кандидатом на першу колонію, яка проголосила незалежність. Протекторат отримав збільшення автономії 1 жовтня 1954 року та став називатися Федерація Нігерія, а у 1960 року Нігерія здобула незалежність.